# Ochla (gromada)
Ochla – dawna gromada, czyli najmniejsza jednostka podziału terytorialnego Polskiej Rzeczypospolitej Ludowej w latach 1954–1972.
Gromady, z gromadzkimi radami narodowymi (GRN) jako organami władzy najniższego stopnia na wsi, funkcjonowały od reformy reorganizującej administrację wiejską przeprowadzonej jesienią 1954 do momentu ich zniesienia z dniem 1 stycznia 1973, tym samym wypierając organizację gminną w latach 1954–1972.
Gromadę Ochla z siedzibą GRN w Ochli (od 2015 w granicach Zielonej Góry) utworzono – jako jedną z 8759 gromad na obszarze Polski – w powiecie zielonogórskim w woj. zielonogórskim na mocy uchwały nr V/29/54 WRN w Zielonej Górze z dnia 5 października 1954. W skład jednostki weszły obszary dotychczasowych gromad Ochla i Kiełpin ze zniesionej gminy Racula w tymże powiecie oraz obszar dotychczasowej gromady Jeleniów ze zniesionej gminy Broniszów w powiecie nowosolskim w tymże województwie. Dla gromady ustalono 13 członków gromadzkiej rady narodowej.
Gromada przetrwała do końca 1972 roku, czyli do kolejnej reformy gminnej.